# Saoi O'Connor
Saoi O'Connor (Skibbereen, 2003) is een Ierse klimaatactiviste

## Biografie
Saoi O'Connor werd geboren in Skibbereen, graafschap Cork, Ierland. O'Connor verliet het reguliere onderwijs aan de Skibbereen Community School om via thuisonderwijs haar studies voort te zetten, zodat ze fulltime konden bezig zijn met klimaatrechtvaardigheidsactivisme. Na haar studies in Skibbereen verhuisde ze naar Glasgow.

## Activisme
Saoi O'Connor begon op vrijdag 11 januari 2019 in navolging van de Zweedse activiste Greta Thunberg, op haar eentje een schoolstaking voor het klimaat voor het stadhuis van Cork met een poster waarop de tekst "The Emperor Has No Clothes" te lezen stond. In februari 2019 reisde O'Connor naar het Europees Parlement in Straatsburg om zich bij collega-activisten aan te sluiten bij de klimaatdebatten. Ze was ook samen met andere jeugdige activisten te gast in The Late Late Show op de Ierse publiek omroep RTÉ.
O'Connor was een van de 157 afgevaardigden naar de RTÉ Youth Assembly on Climate 2019 en woonde hetzelfde jaar de klimaatconferentie van Madrid (COP25) bij. In december 2019 werd O'Connor bekroond met de Outstanding Individual Award tijdens de prijsuitreiking van het Cork Environmental Forum. Tijdens de ceremonie merkte ze op hoe weinig er was veranderd in het klimaatbeleid sinds ze begonnen met hun klimaatstaking. De Fridays For Future Cork-groep, waarvan O'Connor lid was, kreeg ook een eervolle vermelding van het Forum. In november 2021 werd ze uitgeroepen tot Young Humanitarian of the Year tijdens de Humanitarian Awards van het Ierse Rode Kruis.
Vanwege de coronapandemie werden de persoonlijke schoolstakingen begin 2020 opgeschort, maar O'Connor hervatte ze in juli 2020. In december 2020 maakte O'Connor deel uit van een wereldwijde groep van negen vrouwelijke en non-binaire activisten die een brief aan de wereldleiders publiceerden op Thomson Reuters Foundation News, getiteld "As the Paris Agreement on Climate Change marks five years, urgent action on climate threats is needed now" ("Aangezien het Akkoord van Parijs over klimaatverandering al vijf jaar oud is, zijn er nu dringende acties nodig op het gebied van bedreigingen voor het klimaat"). De internationale groep omvatte ook Mitzi Jonelle Tan (Filipijnen), Belyndar Rikimani (Salomonseilanden), Leonie Bremer (Duitsland), Laura Veronica Muñoz (Colombia), Fatou Jeng (Gambia), Disha Ravi (India), Hilda Flavia Nakabuye (Oeganda) en Sofía Hernández Salazar (Costa Rica).
O'Connor schreef in januari 2021 een artikel voor The Irish Times waarin ze vertelde over de moeilijkheden bij de voorbereiding op de Leaving Certificate Examination (eindexamen van het Ierse middelbare schoolsysteem) tijdens de pandemie. O'Connor was een van de bijdragers aan de bloemlezing Empty House van Alice Kinsella en Nessa O'Mahony, met bijdragen van onder anderen Rick O'Shea en Paula Meehan.
O'Connor was ook activist tijdens de COP26 in Glasgow in 2021. Ze zei: "Geen van deze conferenties kan ons geven waar we voor vechten, alleen de mensen kunnen dat doen.". O'Connor was voor Earth Day 2021 een van de organisatoren van het virtuele evenement Fridays For Future Ireland, waarbij de minister voor klimaatactie Eamon Ryan opgeroepen werd om meer en onmiddellijke actie te ondernemen tegen de klimaatverandering. In november 2021 werd op RTÉ de documentaire Growing Up At The End Of The World uitgezonden, waarbij drie jonge Ierse klimaatactivisten, Saoi O'Connor, Theo Cullen-Mouze en Beth Doherty, zes maanden lang gevolgd werden. O'Connor was in november 2022 met de Ierse delegatie aanwezig op COP27 in Egypte.